# Оранжевое демократическое движение
Оранжевое демократическое движение (англ. Orange Democratic Movement) — крупнейшая оппозиционная партия Кении (99 из 222 мест в парламенте), чьё несогласие с официальными результатами президентских выборов 27 декабря 2007 года спровоцировало острый политический кризис и межэтнические столкновения. Лидер партии — Р. Одинга.
Несмотря на явные параллели с украинской Оранжевой революцией, прямой связи между событиями в Кении и на Украине нет. Дело в том, что во время референдума 2005 года графа «за» для неграмотных избирателей помечалась изображением банана, а «против» — апельсина (англ. Orange).